# Chevrolet Suburban
De Chevrolet Suburban is een sports utility vehicle (SUV) van het Amerikaanse automerk Chevrolet. De Suburban is al sinds 1935 in productie en was hiermee 's werelds eerste SUV. Lange tijd werd deze wagen ook geproduceerd door andere merken van General Motors, zoals Holden en GMC. Sinds 1999 brengt GMC deze wagen op de markt onder de naam Yukon XL.
De Suburban wordt in de Verenigde Staten, Canada, Chili, Dominicaanse Republiek, Bolivia, Mexico, Peru en in het Midden-Oosten (m.u.v. Israël) verkocht, terwijl de GMC Yukon XL alleen maar in de Verenigde Staten, Canada, Mexico en in het Midden-Oosten te verkrijgen is.
In 2019 verkreeg de Chevrolet Suburban een ster aan de Hollywood Walk of Fame, aangezien de auto sinds 1952 zo'n 1750 keer is voorgekomen in films en series.
De Suburban wordt grootschalig ingezet door de United States Secret Service, maar ook door andere overheidsinstanties.

## Eerste generatie (1935-1940)
De Chevrolet Suburban, 's werelds eerste SUV, werd in 1935 in productie genomen. Het idee voor de Suburban begon begin jaren 30, toen er een grote vraag naar stationwagens voor intensief gebruik was. Verscheidene automerken, zoals Dodge, Plymouth, Chevrolet, Nash en DeSoto, produceerden oorspronkelijk kleine vrachtauto's, die achterruiten en achterbanken kregen. Deze voertuigen hadden een houten en canvas carrosserie, waardoor ze vrij kwetsbaar waren. Chevrolet begon te experimenteren met een stationwagen die een geheel stalen carrosserie had en monteerde dit op een chassis van een bedrijfsvoertuig. Dit experiment resulteerde in de Chevrolet Suburban.
De Suburban had een startprijs van 675 dollar (14.000 dollar in 2022). Tegen een meerprijs kon de auto uitgerust worden met een klok, verwarming en een achterbumper. Het voertuig telde acht zitplaatsen, waarvan een deel verwijderd kon worden om een laadruimte van 1.905 bij 1.956 mm te creëren. Het voertuig werd ontworpen als commercieel voertuig en was niet verkrijgbaar voor particulieren.
In 1936 kreeg de Suburban een nieuwe 3.4L-motor die de auto 60 pk gaf. Ook werden er hydraulische remmen op de auto gemonteerd. In 1937 werd het aantal pk tot 78 verhoogd en kreeg de auto veiligheidsglas. In 1940, het laatste jaar voor deze generatie, kreeg de Suburban 'sealed beam headlights'. Deze koplampen werden in de auto gemonteerd (voorheen zaten ze los op de voorbumpers), wat ervoor zorgde dat er 's nachts meer zicht was.

## Tweede generatie (1941-1942, 1946)
In 1941 begon de bouw van de tweede generatie, die tot 1942 duurde. Tussen 1942 en 1945 werd Amerikaanse autoproducenten bevolen om alleen militaire apparatuur te produceren. Hierdoor werden er geen auto's en lichte vrachtwagens voor civiel gebruik geproduceerd.
General Motors, het moederbedrijf van Chevrolet, werd tijdens de Tweede Wereldoorlog de grootse militaire aannemer ter wereld en produceerde 119.562.000 patronen, 206.000 vliegtuigmotoren, 97.000 bommenwerpers, 301.000 vliegtuigpropellers, 198.000 dieselmotoren, 1.900.000 machinegeweren en 854.000 militaire voertuigen (waaronder de Suburban).
Aangezien het einde van de oorlog lastig te voorspellen was, werden er ook geen nieuwe ontwerpen voor de Suburban en andere Amerikaanse voertuigen bedacht. Toen na de oorlog de productie van civiele voertuigen weer begon, werden er alleen maar 1942-modellen geproduceerd.
De Suburban kreeg wel een nieuwe motor, een 3.8L die 90 pk kon leveren. De schakelbak met drie versnellingen en de hydraulische remmen bleven standaard op het voertuig.
De Suburban had een startprijs van 1.283 dollar (19.600 dollar in 2022) en bleef tot mei 1947 in productie. Hierdoor kon Chevrolet een nieuwe generatie ontwikkelen die halverwege 1947 op de markt zou verschijnen.

## Derde generatie (1947-1954)
In 1947 kreeg de Chevrolet Suburban, samen met alle overige Chevroletvoertuigen, een geheel nieuw ontwerp. De nieuwe Suburban kreeg een lager dak, wat de auto gestroomlijnder maakte, en een vernieuwde chromen grille. Veel Suburbans kregen als gevolg van de Koreaanse Oorlog echter een geschilderd grille, omdat chroom voor het leger werd gereserveerd.
Het interieur bleef hetzelfde, het voertuig bood plaats aan acht mensen en de achterbanken konden verwijderd worden voor meer laadruimte. Het voertuig werd hierdoor zeer populair bij bouw- en bosbouwbedrijven voor het transport van werknemers.
De motor werd versterkt, waardoor het voertuig over 92 pk beschikte. Door de versterkte motor kon de auto veel kracht leveren op lage toeren, wat hem ideaal voor slepen maakte.
In 1953 kreeg de auto verduisterde ramen en een jaar later begon de productie van de nieuwe generatie al.

## Vierde generatie (1955-1959)
In 1955 brachten Chevrolet en GMC een nieuwe truckserie op de markt. Alle bedrijfswagens van Chevrolet en GMC kregen een nieuw ontwerp, met een platter dak, zonder spatlappen, een nieuwe grille en een snelheidsmeter in een V-vorm. Bij de Suburban werden de treeplanken verwijderd en liepen de spatborden gelijk met de rest van de auto, voorheen bolden deze om de wielen.
Tevens kreeg de nieuwe Suburban twee motoropties (een zescilindermotor en een V8-motor), een elektrisch 12V-systeem, een automatische versnellingsbak en tubeless banden. In 1957 kreeg de Suburban voor het eerst de optie van vierwielaandrijving.
Tussen 1955 en 1959 werd de naam Suburban ook gebruikt door GMC, die deze naam aan de GMC 100 pick-up (GMC-versie van de Chevrolet El Camino) gaf. Dit was overigens de enige keer dat de naam Suburban voor een pick-up gebruikt werd.

## Vijfde generatie (1960-1966)
In 1960 werd de Suburban opnieuw ontworpen. Het nieuwe ontwerp was aan de ovalen boven de grille te herkennen. Tevens kreeg het voertuig een nieuwe voorvering.
In 1962 werden de ovalen weggehaald om plaats te maken voor de richtingaanwijzers, kreeg het voertuig een wat plattere voorruit en werden de ramen in de portieren vergroot.
Tevens was er een 15-persoonsversie beschikbaar. Deze versie was 6.934 mm lang, had een wielbasis van 4.343 mm, woog 2.858 kg en had drie portieren aan elke kant.
Om de veiligheid te verhogen, kregen de achterbanken gordels, werden er reservelampen in de auto geïnstalleerd en kregen de ruitenwissers meerdere snelheden.

### Chevrolet Veraneio (Braziliaanse versie)

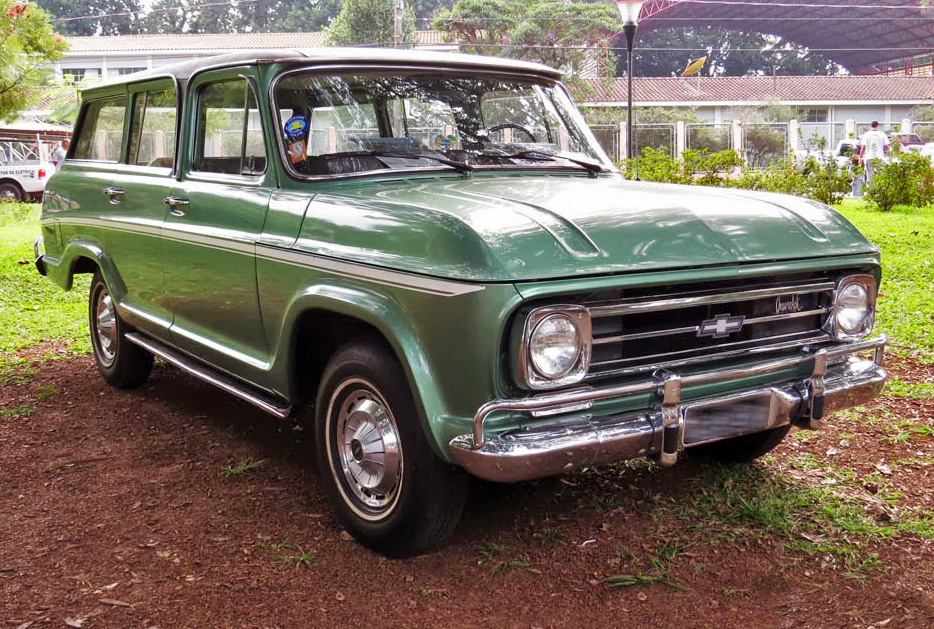
De Chevrolet Veraneio

In 1964 presenteerde Chevrolet in Brazilië een vijfdeursversie van de Suburban. Het voertuig heette oorspronkelijk C-1416 maar werd later omgedoopt tot Veraneio, wat Portugees voor zomertijd is. De Veraneio bleef in productie tot 1988 en werd daarna vervangen door een tweede generatie, die tot 1995 in productie bleef.
De Veraneio was vrijwel gelijk aan de Suburban maar had een ander uiterlijk, dat herkenbaar was aan de streep die over de auto liep. De automotor was een 4.2L-zescilindermotor van 18 pk, die op veel Zuid-Amerikaanse Chevrolet modellen werd gebruikt. De Veraneio kreeg geen off-road-optie, waardoor het een cross-over werd.
De Veraneio was nooit verkrijgbaar op de Noord-Amerikaanse markt, maar was na een lange tijd wel beschikbaar voor import.

## Zesde generatie (1967-1972)
De zesde generatie van de Suburban werd in 1967 geïntroduceerd en werd daarbij verlengd, zodat de vracht- en trekcapaciteit vergroot werd. Ook kreeg de Suburban dubbele cilinderremmen en dikker veiligheidsglas en kon de auto voor het eerst op ongelode brandstof rijden.
Tussen 1967 en 1972 steeg het aantal verkochte Suburbans enorm. In 1967 waren het er 6.200, in 1972 was het aantal uitgeroeid tot 27.000.
De nieuwe Suburban was een uniek ontwerp met één portier aan de bestuurderskant en twee aan de passagierskant. Door deze indeling werd hij zeer populair bij medische diensten. Naast de driedeursversie was er ook nog de tweedeursbedrijfswagen te verkrijgen, die tot 1970 werd geproduceerd.
Als vervanger van de bedrijfswagen introduceerde Chevrolet de Chevrolet 'Chevy' Van.
De Suburban had als standaardmotor een 5.7L V8, met 250 pk, maar er kon als extra optie ook gekozen worden uit een groot scala aan V6-, I6- en V8-motoren.
De voertuigen konden worden uitgerust met een schakelbak met 3 of 4 versnellingen of een automaat.

## Zevende generatie (1973-1991)
In 1973 werd de nieuwe Suburban geïntroduceerd. De Suburban had voor het eerst sinds 1935 vier portieren en de optie van twee of drie portieren werd niet meer toegepast. Deze zevende generatie bleef 19 jaar in productie, waardoor deze generatie Suburbans het langste in productie bleef. De nieuwe Suburban kreeg zowel voor als achter een airco, een bagagerek, stoelverwarming en opstapjes.
De standaardmotor van het voertuig was een 4.1L I6-motor van 100 pk. Optioneel waren een 5.0L V8 (105 pk), een 5.7L V8 (115 pk) en een 7.4L V8 (240 pk). De 5.0L-motor werd al in 1974 vervangen door een nieuwere 5.0L V8- en een 6.6L V8-motor. Deze twee motoren bleven tot resp. 1980 en 1988 in gebruik, waarna ze vervangen werden door andere. Vanaf 1978 kwamen er ook dieselmotoren voor de Suburban op de markt. De dieselmotoren werden voornamelijk gebruikt bij voertuigen voor export naar Brazilië en Europa.

## Achtste generatie (1992-1999)
In 1992 werd de achtste generatie van de Chevrolet Suburban geïntroduceerd. Het nieuwe voertuig had minder hoekige vormen en deelde het chassis met de Chevrolet Tahoe, Cadillac Escalade en Chevrolet C/K. Zoals gewoonlijk was het voertuig in een tweewiel- en vierwielaandrijving te verkrijgen. Er waren twee soorten Suburban, een lichte 1500-versie (0,5 ton) en een zwaardere 2500-versie (0,75 ton).
De standaardmotor was een 5.7L V8-motor, maar voor de 2500-versie waren er ook een 7.4L V8-benzinemotor en een 6.5L V8-turbodieselmotor beschikbaar. De auto kreeg een automaat met vier versnellingen; de schakelbak was niet langer beschikbaar.
Tussen 1994 en 1998 kreeg de Suburban jaarlijks een nieuwe update, die de veiligheid en gebruik van de auto verbeterde:
- 1994: verbeterd front en een derde remlicht
- 1995: nieuwe zijspiegels en airbags voor de bijrijder
- 1996: verbeterde motoren, die meer kracht leverden en zuiniger waren, dagrijlichten en een knopje dat vierwielaandrijving inschakelde
- 1997: airbags voor de passagiers
- 1998: OnStar-beveiligingssysteem

### Holden Suburban

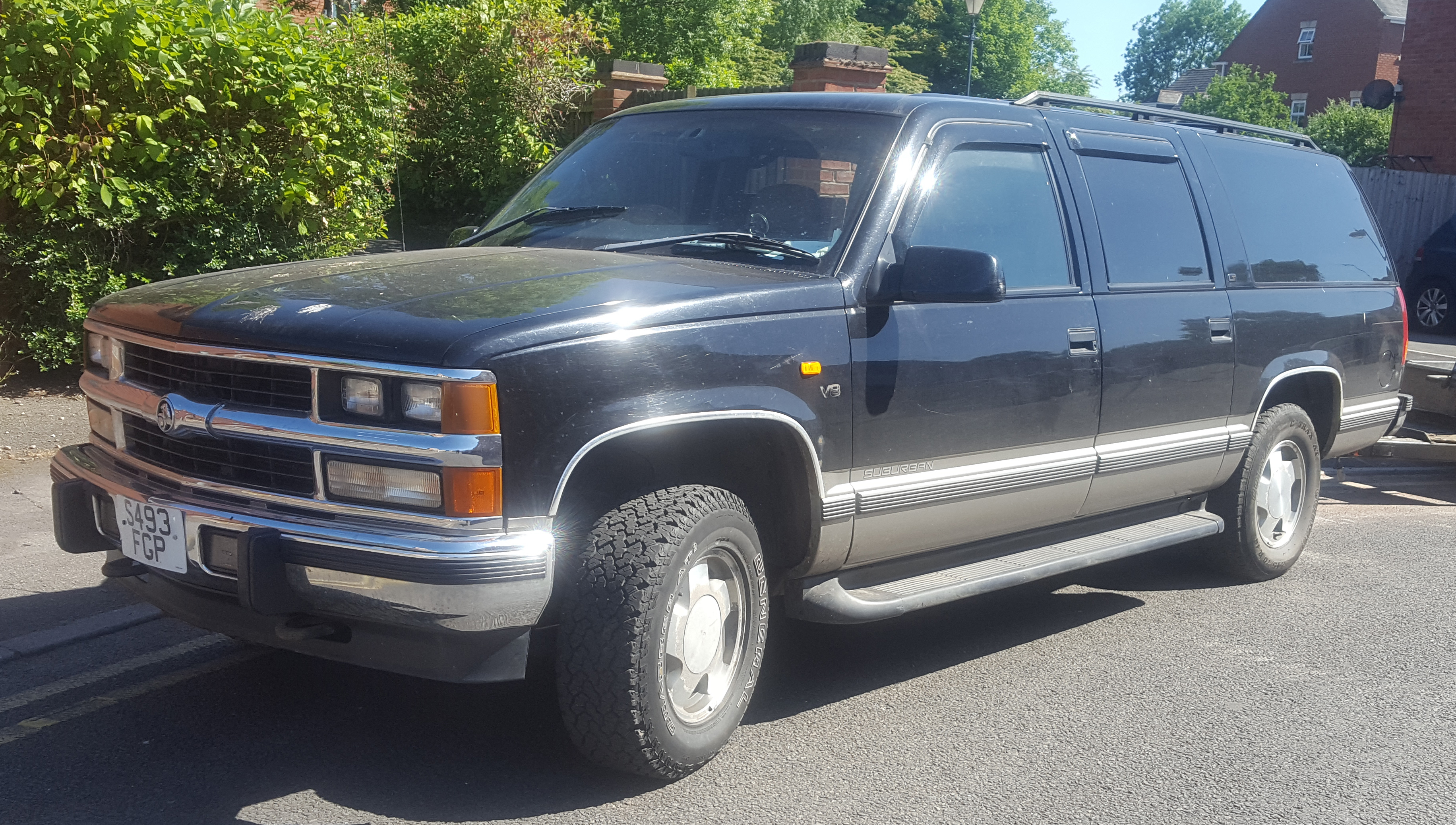
Holden Suburban

In oktober 1997 maakte Holden op de Australian International Motor Show bekend dat het de Chevrolet Suburban als Holden Suburban zouden verkopen. Tussen 1998 en 2001 importeerde Holden de Suburban voor de Australische en Nieuw-Zeelandse markt. De Holden Suburban werd in Mexico geproduceerd en had het stuur rechts.
Er werden in totaal 746 Holden Suburbans verkocht, waarvan 460 benzineauto's waren en 286 diesel. Na 2001 werd de Suburban weer als Chevrolet Suburban verkocht.
De Holden Suburban kreeg twee motoropties: een 5.7L V8-benzinemotor van 255 pk of een 6.5L V8-turbodieselmotor van 194 pk.

## Negende generatie (2000-2006)

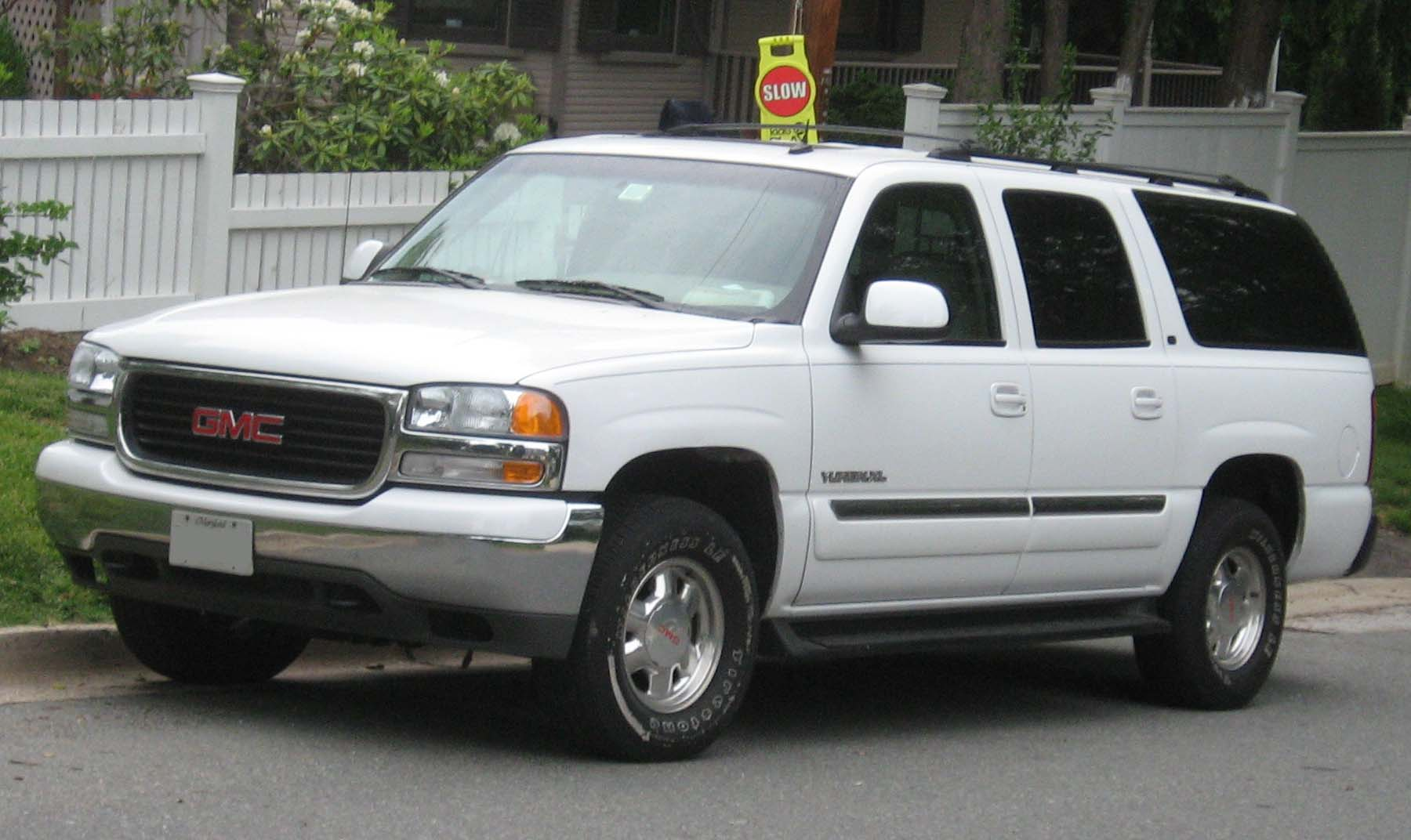
De GMC Yukon XL, de GMC-versie van de Suburban

De negende generatie werd in december 1999 in Texas gepresenteerd, een maand later was hij beschikbaar in de gehele Verenigde Staten. De nieuwe Suburban kreeg net als de vorige generatie twee versies, een 1500-versie en een 2500-versie.
De auto werd geleverd met drie verschillende luxeopties: basismodel, LS en LT. Het basismodel was de standaardversie, zonder enige luxe, de LS had wat meer snufjes en de LT-versie was de meest luxueuze versie.
De motoren werden vervangen door een nieuwere generatie. Voor de 1500-versie was er een 5.3L V8-motor van 285 pk beschikbaar, voor de 2500-versie was er een 6.0L V8-motor van 300 pk beschikbaar.
De nieuwe Suburban kreeg veel nieuwe snufjes, waaronder klimaatcontrole, een vernieuwd interieur en nieuwe achterlichten met oranje richtingaanwijzers (in Noord-Amerika zijn de richtingaanwijzers meestal rood). Het laatste snufje werd overigens alleen op deze generatie toegepast.
Zoals gewoonlijk ontving de Suburban jaarlijks een upgrade:
- 2001: de 6.0L-motor werd versterkt en kreeg 20 pk extra. Ook kwamen er voor de 2500-versie twee nieuwe opties: een nieuwe 8.1L V8-motor die tussen de 210 en 340 pk leverde en een speciaal stuur dat offroadrijden gemakkelijker maakte.
- 2002: de basisversie werd opgeheven, waardoor alleen de LS- en LT-versies beschikbaar waren. De LS-versie kreeg nieuwe snufjes, waaronder airconditioning door de gehele auto, elektrische ramen, elektrisch verstelbare voorstoelen, mistlampen, opstapjes en verwarmde zijspiegels. De 1500-versie kreeg een optie voor een andere motor, die op E85 liep.
- 2003: alle grote voertuigen van General Motors kregen een vernieuwd interieur. Tevens kwam er een satellietradio en een Bose-geluidssysteem in de Suburban. Beweegbare pedalen, een boordcomputer met 34 functies, electronic stability control en het speciale stuur voor offroadrijden (alleen voor de 2500-versie) werden standaard op de auto. Een nieuwe optie was een dvd-speler.
- 2004: de 1500-serie kreeg het speciale remsysteem van de 2500-serie. De Suburban voor de Mexicaanse markt kreeg exact dezelfde voorkant als de Chevrolet Silverado.
- 2005: de openslaande achterdeuren die de Suburban al vanaf 1935 had, werden vervangen door een achterklep. De motoren kregen een elektrisch koelsysteem om krachtverlies te verminderen en om de brandstofefficiëntie te verbeteren. Het OnStar-beveiligingssysteem werd standaard op de auto geleverd. De Chevrolet Suburban 1500 van 2005 werd door J.D. Power and Associates uitgeroepen tot de beste SUV met de hoogste kwaliteit.
- 2006: in het laatste jaar van deze generatie kwam er een speciale 1500-versie op de markt. Deze versie, LTZ genaamd, kreeg 20 inch-wielen, all wheel drive en de 6.0L V8-motor die voorheen alleen op de 2500-versie beschikbaar was.

## Tiende generatie (2007-2014)
De tiende generatie van de Chevrolet Suburban werd in januari 2006 op de autosalon van Los Angeles gepresenteerd. In diezelfde maand begon de productie van de auto, en in april verschenen de eerste Suburbans bij de dealers.
De nieuwe Suburan (en GMC Yukon) waren herkenbaar aan het feit dat ze meer aerodynamisch en minder vierkant waren dan de vorige generaties. Wederom was de 1500- en de 2500-versie beschikbaar.

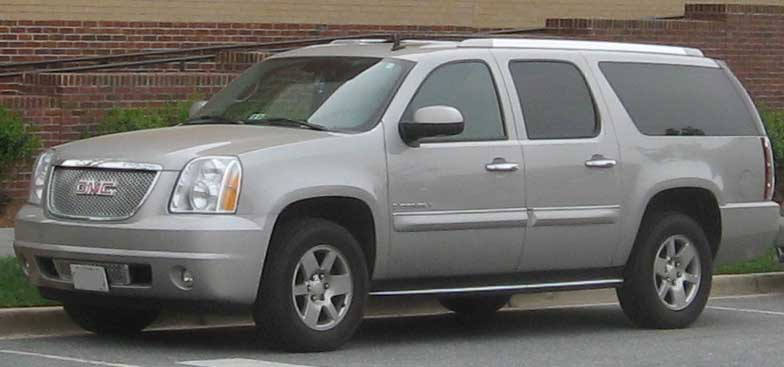
De GMC Yukon XL, opmerkbaar is dat de vorm gelijk is aan de Suburban, alleen zijn de koplampen en grille verschillend

De Suburban kreeg vier verschillende luxeopties: de LT2, LT3, LS en LTZ. De LT2 en 3 waren de luxeopties voor de Suburbans die 6 tot 8 personen konden meenemen, de LS was voor de Suburbans die 9 personen konden meenemen.
De motoren bleven hetzelfde als bij de vorige generatie en konden vanaf 2010 ook op E85 rijden. De 8.1L-motor werd niet meer toegepast.
Ook bij deze generatie kwamen er jaarlijks weer upgrades. Tussen 2007 en 2010 vonden deze niet plaats, maar vanaf 2010 kwamen er weer upgrades:
- 2010: de Suburban kreeg een radio met een USB-poort, zodat er ook naar eigen muziek geluisterd kon worden. Er kwam een premium package op de markt, dat klimaatcontrole en bluetooth omvatte. De LS en LTZ kregen een dodehoekwaarschuwingsfunctie. De 6.0L V8-motor kon vanaf 2010 ook op E85 lopen, de bumpers werden verplaatst en er kwamen torso-airbags. Tevens bracht Chevrolet een speciale jubileumeditie van de Suburban uit om het 75-jarig bestaan van het voertuig te vieren. De speciale Suburban kreeg chromen 20 inch-wielen, nieuwe dakrails, een navigatiesysteem, satellietradio, bluetooth, parkeerassistentie inclusief camera, verplaatsbare pedalen, verwarmde leren stoelen en een afstandsbediening om de auto op afstand te starten. Van deze versie zijn er maar 2570 gebouwd.[9]
- 2011: er kwamen nieuwe kleuren beschikbaar, de LT2- en 3-opties werden geschrapt, waardoor alleen de LS, LT en LTZ beschikbaar waren. Nieuwe opties voor de LS waren achterluidsprekers, bluetooth, opslagplekken in de vloer, houtafwerking in het interieur, bagagerekken én hendels en zijspiegels in dezelfde kleur als het exterieur.
- 2012: er kwamen twee nieuwe functies voor de Suburban. De eerste was de trailer sway control; deze functie zorgde ervoor dat het slingeren van aanhangers of caravans beperkt werd. De tweede functie was Hill Start Assist; deze functie hielp met het opstarten van de auto als die op een heuvel geparkeerd stond. Ook werden er in 2012 drie kleuren, samen met de all-seasonbanden geschrapt.
- 2013: er kwamen twee nieuwe kleuren beschikbaar. De 2500-versie voor de Suburban en GMC Yukon XL werden geschrapt.
- 2014: de verstelbare pedalen, het op afstand starten van de auto en parkeerassistentie met camera werden standaard op de LS-versie.

## Elfde generatie (2015-2020)
De elfde generatie van de Chevrolet Suburban (en GMC Yukon XL) werd op 12 september 2013 gepresenteerd aan het publiek. De eerste prototypen rolden in december 2013 uit de fabriek, en de eerste voertuigen verschenen begin 2014 bij de dealers. De Suburban en Yukon XL werden geproduceerd in de Arlington Assembly te Arlington, Texas. De geschatte productietijd voor één Suburban bedroeg tussen de 8 en 10 weken.

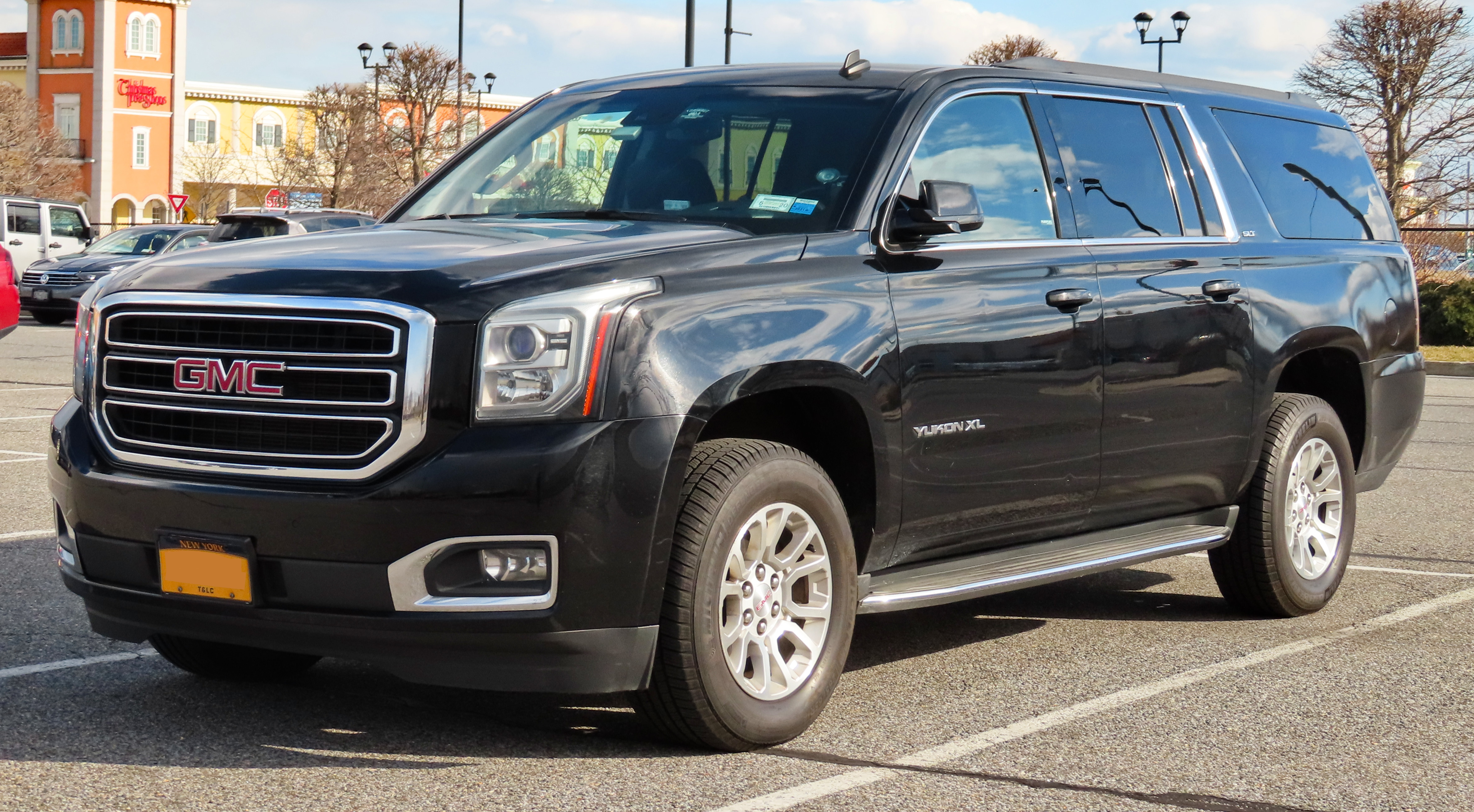
De GMC Yukon XL

De Chevrolet Suburban kreeg nieuwe neerklapbare stoelen op beide achterbanken, en doordat de auto verlengd werd, kwam er ook extra beenruimte beschikbaar. Andere nieuwe voorzieningen waren USB-poorten op verschillende plaatsen in de auto en een driepolig 120V-stopcontact, een 8 inch-navigatiesysteem, blu-rayspelers in de hoofdsteunen, HD-radio en een 4G LTE WiFi-systeem met functies zoals Siri en SMS-meldingen.
De Suburban werd wederom in een twee- en vierwielaandrijving geleverd en kreeg drie luxeopties: LS, LT en LTZ.
Tussen 2015 en 2020 vonden er weer jaarlijks upgrades plaats, die de auto verbeterden en veiliger maakten:
- 2015: de LTZ-versie kreeg een automatische achterklep. Deze optie werd ook geleverd voor de Luxury LT-versie. De LTZ en LT kregen ook de 4G LTE WiFi en Siri als standaardvoorziening. De E85-motoren waren niet langer beschikbaar voor particulieren en bij alle General Motors-voertuigen werd de antenne standaard in dezelfde kleur als die van het exterieur geleverd.
- 2016: er kwamen nieuwe voorzieningen, te weten elektrisch verstelbare pedalen, een ongevallenwaarschuwingssysteem, automatische koplampen en 'lane assist'. De LS-versie kreeg als optie een 'enhanced driver alert package', dat veel waarschuwingsfuncties bevatte. De SD-kaartlezer werd verwijderd en werd vervangen door een AM/FM-radio met Sirius XM, HD Radio en een cd/mp3-lezer. Het 8 inch-touchscreen werd standaard bij alle opties geleverd, maar de navigatiefunctie bleef alleen voor de LT en LTZ beschikbaar. Verder kwamen er nieuwe kleuren beschikbaar, werd het instrumentenpaneel vernieuwd en kreeg de LTZ een optie voor een heads-up-display.
- 2017: de 2017-versie verscheen in de zomer van 2016 op de markt, waarbij de LTZ-versie werd omgedoopt tot Premier. Nieuwe voorzieningen waren twee nieuwe kleuren, twee nieuwe 22 inch-wielopties, zwarte dakrails, een afsluitbare grille en verwarmde en geventileerde stoelen. Qua elektronica zag de versie van 2017 ook veel vooruitgang. Zo kwamen er automatische remmen (extra optie voor de LS, standaard op de LT en Premier, werkt alleen bij lage snelheden) en verbeterde tv-schermen voor de passagiers, met een HDMI-aansluiting, video-voice-over, digitale koptelefoons en een extra USB-poort.
- 2018: er werden kleine veranderingen doorgevoerd, die bestonden uit nieuwe kleuren en standaard led-dagrijverlichting.
- 2019: de HD-radio werd standaard bij de LS-versie.

## Twaalfde generatie (2021-heden)
Op 10 december 2019 werd in Detroit de twaalfde en huidige generatie van de Chevrolet Suburban gepresenteerd. De productie begon in april 2020 en de eerste auto's verschenen in juni 2020 bij de dealers.
De nieuwe Suburban heeft hetzelfde chassis en dezelfde voorkant als de Chevrolet Silverado. Wederom is er een twee- en vierwielaandrijving, en naast de LS-, LT- en Premier-opties is er ook nog een Z71 en RST voor de 4×4 en High Country beschikbaar.

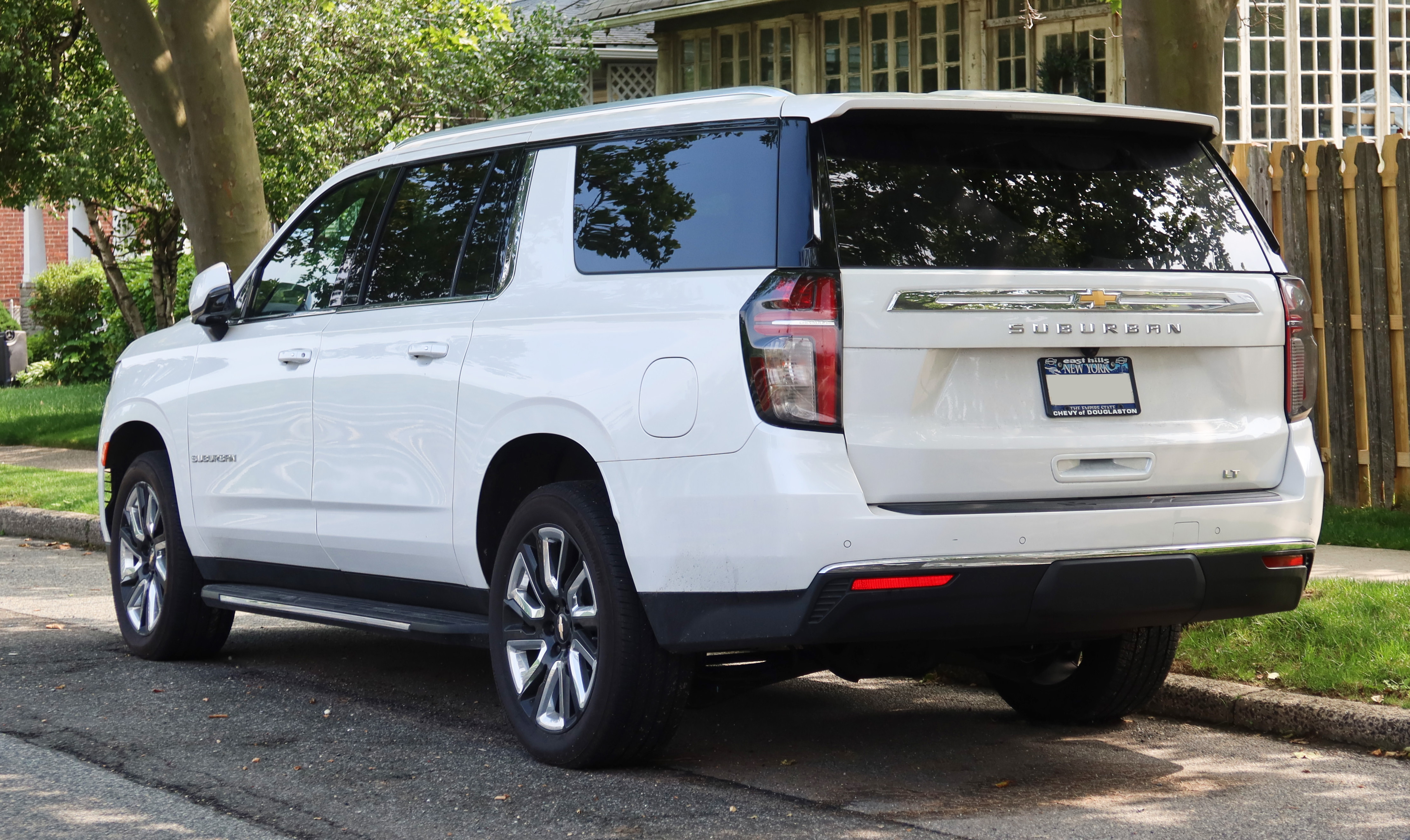
Achterzijde van de Suburban

Een nieuwe functie is een vierdubbele uitlaat, die alleen bij de Premier en High Country wordt toegepast. Deze functie kon niet toegepast worden bij de andere versies vanwege hun opbouw. De RST is een wat sportievere versie van de Suburban en toont veel overeenkomsten met de Cadillac Escalade. De Premier en High Country kregen elektrische opstapjes.
Qua elektronica wordt de Suburban gekenmerkt door flinke verbeteringen. Dit zijn een 10,25 inch-navigatiesysteem, een 12,6 inch-entertainmentsysteem waarbij media vanaf een smartphone afgespeeld kunnen worden, een knopje waarmee de versnelling gekozen kan worden en negen camera's voor als er aanhangers aan de auto zitten.
De Suburban heeft dezelfde motoren als de vorige generatie, maar ook een nieuwe 3.0L Duramax I6-motor, die 277 pk levert. De 6.2L was in 2021 alleen maar voor de High Country beschikbaar. Ook bij deze generatie zijn er geen plannen voor een 2500-versie.
In 2022 kwam de 6.2L-motor ook beschikbaar voor de RST-, Z71- en Premier-versies. Alle versies behalve de LS hebben een 12,3 inch-navigatiesysteem inclusief Google Assistent, Google Maps en Google Play Store.
De Suburban van 2023 heeft een verkleind navigatiesysteem, een geheel digitaal instrumentenpaneel, heads-updisplay en 13 camera's. De Suburban wordt alleen in de versies High Country, Premier en Z71 geleverd. De Premier en High Country hebben een optie voor handsfree rijden.

## GMC Yukon XL (eerste generatie 1999-2006)
In 1999 introduceerde GMC de Yukon XL, een verlengde versie van de GMC Yukon en vervanger van de GMC Suburban die vanaf 1937 in productie was. De Yukon XL en de Yukon zagen er exact hetzelfde uit als de Chevrolet Suburban/Tahoe maar hadden een andere voorzijde.
GMC bouwde de Yukon XL voor de 'gewone man'. Hiermee vulde GMC het verkoopgat tussen de Chevrolet (die vooral door autoriteiten werd gekocht) en Cadillac (populair bij beroemdheden en rijken) op. De Yukon XL was wel bijna even luxe als de Cadillac Escalade, en terwijl er bij de Suburban extra betaald moest worden voor extra opties, waren deze al aanwezig bij de Yukon XL.
De Yukon XL werd in drie varianten geleverd: SLE, SLT en Denali. Denali is het naamplaatje voor alle zeer luxe voertuigen van GMC. De Denali verschilde van de overige varianten doordat hij meer overeenkomsten met de Cadillac Escalade vertoonde en een andere grille en koplampen had.
De GMC Yukon XL had hetzelfde chassis en dezelfde banden als de GMC Sierra. De Yukon XL kreeg chromen velgen en een chromen grille. De standaardmotor was een 4.8L V8-motor die 275 pk leverde en op benzine liep. Als versnelling kreeg de Yukon XL een automatische versnellingsbak met vier versnellingen. Andere motoropties waren een 5.3L V8 (300 pk), 6.0L V8 (329 pk) en voor speciale doeleinden een 8.1L V8 (329 pk).
Het verbruik van de auto werd geschat op 15,7 liter per 100 km in de stad en 11,8 liter per 100 km op de snelweg.

## GMC Yukon XL (tweede generatie 2007-2013)
De GMC Yukon XL werd samen met de Chevrolet Suburban in januari 2006 gepresenteerd op de Los Angeles Auto Show. De Yukon XL kreeg net als de Suburban een meer aerodynamisch uiterlijk.
Wederom waren er drie varianten: de SLE, SLT en Denali. De Denali kreeg leren stoelen, bluetooth, een elektrische achterklep en een verstelbaar stuur. Nieuwe opties waren een geavanceerd satellietnavigatiesysteem en een dodehoekwaarschuwingsfunctie.
In 2012 lanceerde GMC een speciale versie van de Yukon XL en Sierra om het honderdjarig bestaan van het bedrijf te vieren. Deze speciale editie, die Heritage Edition heette, kreeg speciale voorzieningen, waaronder geborduurde hoofdsteunen en automatten, chromen portierhendels, grotere wielen, een automatische achterklep en verwarmde achterbanken. Voor de Heritage Edition bracht GMC tussen de 1.820 en 2.645 dollar extra in rekening.
De Yukon XL werd standaard als zevenpersoonsvoertuig geleverd, een negenpersoonsvariant was optioneel. Als standaardmotor kreeg de Yukon XL een 5.3L V8-motor met achterwielaandrijving. De andere opties waren een 5.3L V8-motor met allwheeldrive en een 6.2L-motor met voorwielaandrijving. De 5.3L-motor werd met een viertrapsautomaat geleverd, de 6,2L met een zestrapsautomaat.

## GMC Yukon XL (derde generatie 2014-2020)
Op 12 september 2013 werden een nieuwe GMC Yukon XL en Chevrolet Suburban gepresenteerd. Bij deze generatie was de Denali niet langer een optie voor de Yukon XL, maar werd het een apart model. Wel waren de SLE- en SLT-opties weer beschikbaar.
De vernieuwde Yukon XL kreeg twee nieuwe kleuren, 'lane assist' en automatische koplampen. De Yukon XL werd ook uitgerust met een zogeheten Enhanced Driver Alert Package. Deze optie bevatte een extra waarschuwingsfunctie voor de bestuurder, waaronder een ongevallenfunctie die aangeeft of er ongevallen op de route zijn. De lane assist diende als vervanger voor de functie die waarschuwde bij het verlaten van de rijbaan.
De motoropties voor de Yukon XL waren een 5.3L V8-motor en een 6.2L-motor. Beide motoren kwamen met een achterwielaandrijving en allwheeldrive. De 5.3L-motor leverde 340 pk en de 6.2L-motor leverde 426 pk. De Yukon XL kreeg een zestrapsautomaat, de Yukon XL Denali een tientrapsautomaat.

## GMC Yukon XL (vierde generatie 2020-heden)
De vierde generatie GMC Yukon XL werd op 14 januari 2020 gepresenteerd in Vail, Colorado. De Yukon XL kreeg naast de SLT, SLE en Denali een nieuwe variant, de AT4. De AT4 was alleen maar beschikbaar met een vierwielaandrijving-configuratie en kreeg speciale voorzieningen, waaronder verwarmde stoelen op de eerste en tweede rij, een verwarmd stuur, 20 inch-Goodyearbanden en leren stoelen. De Denali kreeg drie extra opties en een vierdubbele uitlaat.
Ook kreeg de Yukon XL hetzelfde navigatiesysteem als de Suburban, met Google Maps, Google Play Store en Google Assistent. De Yukon XL had een standaard 2+2+3-stoelconfiguratie, maar een 3+3+3-stoelconfiguratie was ook mogelijk.
Uit onderzoek bleek dat zo'n 60% van de kopers voor een Yukon XL Denali koos, aangezien de auto over alle functies beschikte voor een lagere prijs dan een Cadillac Escalade.
Net als bij de vorige generatie waren de motoropties een 5.3L V8-motor en een 6.2L V8-motor die een achterwielaandrijving en allwheeldrive hadden. De 5.3L-motor leverde 355 pk en de 6.2L-motor leverde 420 pk.
Het verbruik van de 5.3L V8-motor was 14,7 liter per 100 km in de stad, 11,8 liter per 100 km op de snelweg en 13,1 liter per 100 km gecombineerd. Het verbruik van de 6.2L V8-motor was 16.8 liter per 100 km in de stad, 11,8 liter per 100 km op de snelweg en 14,7 liter per 100 km gecombineerd.